# Stato supercritico

Diagramma di stato dell'anidride carbonica, dove è visibile la zona in cui si realizza lo stato supercritico (supercritical fluid).

Una sostanza si dice essere in uno stato supercritico quando si trova in condizioni di temperatura superiore alla temperatura critica e pressione superiore alla pressione critica. In tali condizioni, le proprietà della sostanza sono in parte analoghe a quelle di un liquido (ad esempio la densità) e in parte simili a quelle di un gas (ad esempio la viscosità).
Le sostanze nello stato supercritico trovano applicazione come solventi industriali, in sostituzione di quelli organici. In particolare, l'anidride carbonica supercritica è largamente utilizzata.

## Introduzione
Nel 1822 il Barone Charles Cagniard de la Tour scoprì il punto critico di una sostanza nei suoi esperimenti con i cannoni. Ascoltando le discontinuità nel rumore di una sfera di selce in un cannone sigillato contenente fluidi a varie temperature, osservò la temperatura critica.
Al di sopra di questa temperatura, le densità delle fasi liquida e gassosa diventano uguali e le fasi stesse divengono indistinguibili: da ciò risulta una singola fase fluida supercritica. Le fasi di un elemento o composto possono essere studiate su appositi diagrammi di fase.

## Proprietà
In termini generali, le sostanze in stato supercritico hanno proprietà intermedie tra quelle di un gas e di un liquido. In aggiunta, non esiste tensione superficiale in una sostanza in stato supercritico, data l'inesistenza di legami liquido/gas.
Cambiando la pressione e la temperatura della sostanza, le proprietà caratteristiche possono essere avvicinate a quelle del liquido o del gas. Una delle più importanti proprietà è quella della solubilità di un’altra sostanza in una sostanza in stato supercritico: la solubilità tende ad incrementare con la densità della sostanza in stato supercritico (a temperatura costante). Dal momento che la densità aumenta con la pressione, la solubilità quindi tende ad aumentare con la pressione. 
Il legame con la temperatura è più complesso. A pressione costante la solubilità aumenta con la temperatura, ma quando ci si avvicina al punto critico, la densità può diminuire drasticamente con un leggero aumento della temperatura. Quindi, vicino al valore di temperatura critica, la solubilità spesso diminuisce con l'aumentare della temperatura e poi aumenta nuovamente. 
Tutte le sostanze in stato supercritico sono completamente miscibili tra loro, dal che si deduce che è possibile ottenere una miscela monofasica di fluidi se viene superato il punto critico della miscela desiderata. Il punto critico di una miscela binaria può essere stimato con la media aritmetica delle temperature critiche e pressioni dei due componenti.
{\displaystyle T_{mix}^{c}=x_{A}\cdot T_{A}^{c}+x_{B}\cdot T_{B}^{c}}
in cui {\displaystyle T_{mix}^{c}} è la temperatura critica della miscela, {\displaystyle T_{A}^{c}} e {\displaystyle T_{B}^{c}} le temperature critiche dei singoli componenti, {\displaystyle x_{A}} {\displaystyle x_{B}} le loro frazioni molari.

### Tabella delle proprietà
Proprietà critiche di alcuni solventi comunemente utilizzati come sostanze in stato supercritico.
| Solvente                 | Peso molecolare | Temperatura critica | Pressione critica | Densità critica |
| ------------------------ | --------------- | ------------------- | ----------------- | --------------- |
| Solvente                 | g/mol           | K                   | MPa (bar)         | g/cm3           |
| Anidride carbonica (CO2) | 44,1            | 304                 | 7,38 (73,8)       | 0,469           |
| Acqua (H2O)              | 18,0            | 647                 | 22,0 (220)        | 0,322           |
| Metano (CH4)             | 16,0            | 190                 | 4,60 (46,0)       | 0,162           |
| Etano (C2H6)             | 30,1            | 305                 | 4,87 (48,7)       | 0,203           |
| Propano (C3H8)           | 44,1            | 370                 | 4,25 (42,5)       | 0,217           |
| Etilene (C2H4)           | 28,1            | 282                 | 5,04 (50,4)       | 0,215           |
| Propilene (C3H6)         | 42,1            | 365                 | 4,60 (46,0)       | 0,232           |
| Metanolo (CH3OH)         | 32,0            | 513                 | 8,09 (80,9)       | 0,272           |
| Etanolo (C2H5OH)         | 46,1            | 514                 | 6,14 (61,4)       | 0,276           |
| Acetone (C3H6O)          | 58,1            | 508                 | 4,70 (47,0)       | 0,278           |

## Applicazioni

### Estrazione
I vantaggi dell'estrazione con sostanze in stato supercritico (rispetto all'estrazione con liquidi) risiedono soprattutto nella rapidità dell'operazione, date le basse viscosità ed alta diffusività dei supercritici. Le estrazioni possono essere rese selettive controllando la densità del mezzo ed il materiale estratto è facilmente recuperato abbassando la pressione, permettendo al supercritico di ritornare alla fase gassosa ed evaporare, lasciando poche tracce di solvente. Questa è una tecnica utilizzata largamente nel decaffeinare i chicchi non tostati del caffè, nell'estrazione di luppolo per la produzione di birra e la produzione di olii essenziali e prodotti farmaceutici derivati da vegetali.
L'acqua supercritica trova impiego nella distruzione di molecole di PFOA e PFOS.

### Lavaggio a secco
Come solvente può essere utilizzata anidride carbonica supercritica al posto del PERC (percloroetilene) o di altre sostanze tossiche. I detergenti che sono solubili in biossido di carbonio migliorano il potere solvatante del solvente stesso.